# Quercus hondae
Quercus hondae är en bokväxtart som beskrevs av Tomitaro Makino. Quercus hondae ingår i släktet ekar, och familjen bokväxter. Inga underarter finns listade.